# Feira da Liberdade
A Feira de Arte, Artesanato e Cultura da Praça da Liberdade, ou Feirinha da Liberdade, é uma feira criada em 1975, formalmente conhecida como "Feira Oriental da Liberdade", e ocorre aos sábados e domingos, no bairro oriental de São Paulo, na Praça Liberdade-África-Japão (saída da Estação Japão-Liberdade) em São Paulo, Brasil. Ela ocorre semanalmente aos sábados e domingos, das 10h às 18h. 
Exibindo inicialmente artesanato de origem japonesa, expandiu-se para mostrar artigos orientais, pratos típicos das culinárias japonesa, chinesa e de outras origens, além de artigos de cerâmica, madeiras, metais e também apresentações musicais, performances entre outras manifestações artísticas. Além disso, a feira possui particularidades que são divulgadas por frequentadores.

## Histórico
A feira da liberdade e seu entorno, podem ser considerados exemplos típicos da miscigenação que cria e enriquece a cultura brasileira. Os japoneses contribuíram com a produção de flores, alimentos e até comida macrobiótica além das artes marciais, e mantiveram muitos de seus traços culturais, transformando a cultura brasileira do mesmo modo que sua cultura também foi modificada.
Os imigrantes japoneses chegaram ao Brasil em 1908, a bordo do navio Kasato Maru, incentivados pelo governo brasileiro. Inicialmente se estabeleceram no Estado de São Paulo, e dedicaram-se à atividade agrária, desenvolvendo as técnicas de produção e comercialização.
Ainda no início do século, diversos membros da comunidade passaram a residir na capial, no bairro da Liberdade, que por ser um bairro central, facilitava a locomoção aos seus locais de trabalho.
Nos anos 1920 e 30 já estavam integrados à vida da cidade. Durante a Segunda Guerra Mundial, o governo Getúlio Vargas fechou o Consulado Geral do Japão e expulsou os japoneses de algumas ruas do bairro, mas, com o fim da guerra, eles voltaram a se estabelecer na região e nos anos 1940 fundaram o Jornal São Paulo Shimbun e a Livraria Sol e na década de 1950, inauguraram um prédio, de 5 andares, na rua Galvão Bueno, com salão, restaurante, hotel e uma sala de projeção batizada de Cine Niterói. Nos anos 1960 foi inaugurado o prédio da Associação Cultural Japonesa de São Paulo (Bunkyô).
Na década de 1970, a Associação dos Lojistas da Liberdade doou a decoração no estilo oriental, com a instalação das lanternas suzurantõ e a construção de um imenso portal no Viaduto Cidade de Osaka e iniciou a Feira Oriental, como era conhecida a Feira da Liberdade, organizada na Praça da Liberdade, nas tardes de domingo, com barracas de comida típica e de artesanato.
A cultura oriental modificou a região, alterando os hábitos dos paulistanos e sua grande influência é reconhecida na culinária, na arquitetura, no artesanato, na dança, na música, na prática das artes marciais, bem como nos trabalhos manuais, como a confecção de Ikebana e Bonsai. A Feira da Liberdade se destaca como manifestação cultural, oferecendo seus pratos típicos, comércio de artesanato e plantas, além de oferecer espaço para os eventos culturais do calendário japonês e oriental.
Após anos de funcionamento de forma irregular em 2006 a Prefeitura Regional da Sé através de Andrea Matarazzo, subprefeito da época credenciou os expositores junto a Prefeitura.

## Atualidade
Atualmente a feira conta com 420 expositores do local que se dividem em artesanato e alimentação.

### Artesanato
A feira da Liberdade foi criada com o intuito de expor trabalhos dos imigrantes orientais e mostrar um pouco mais da cultura japonesa para o público brasileiro.
Com o passar do tempo, a feirinha tornou-se um local que expõe os trabalhos artesanais de varias nacionalidades e além dos produtos típicos japoneses é possível encontrarmos também produtos nordestinos, indianos etc. Velas, sabonetes, incenso, artigos em couro, bijuterias, plantas, luminárias, esculturas, quadros e vários outros artigos.
Algumas barracas vendem bijuterias, lenços de seda, coloridos manualmente com a técnica de aquarela e brincos de origami. Enfim é possível encontrar desde o artesanato oriental feito em bambu até quimonos.

### Culinária
Encontramos barracas que oferecem pratos rápidos e tradicionais da culinária oriental. A solicitação é muito grande e as pessoas disputam lugares para fazer suas refeições.
O setor de alimentação é o mais frequentado e de maior variedade. Podemos encontrar yakisoba e yakibifun (macarrão de arroz), takoyaki e ebiyaki (bolinhos de polvo e camarão, respectivamente), guioza (bolinho de carne e vegetais), tempura, e baozi (pão recheado com carne e vegetais, cozido no vapor), frango xadrez e o yakimeshi (risoto chinês com ovos e presunto).
O doce de feijão Azuki, chamado imagawayaki, é uma das sobremesas preferidas. Consiste de uma pasta de feijão doce colocada entre duas pequenas panquecas doces. Uma variação oferecida, são as mesmas panquecas recheadas com creme de baunilha.
Além dos pratos tradicionais orientais, encontramos também tapioca, sucos naturais, cocadas e espetinhos de carne. Todos estes pratos são ofertados por um preço acessível e com vários atrativos, como acompanhamentos de vinagrete e molhos.
Mas a culinária da Liberdade não se limita apenas à "feirinha". Encontramos também muitas opções de restaurantes para quem quer saborear as especialidades japonesas, chinesas e coreanas, além de diversos mercados de produtos frescos e industrializados além de importados de diversas nacionalidades.

### Eventos
A feira que é um tradicional passeio, das famílias e turistas, pelas suas atrações costumeiras, se impulsiona com as muitas festas que acontecem ao longo do ano, agregando mais sabores e produtos às ruas do bairro.

Os eventos comemorativos de datas especificas do Japão e da China, oferecem um atrativo diferente, seja artístico ou gastronômico. Novas barracas dão oportunidade a outros artesãos ou vendedores, além de oferecer um leque diferente de comidas típicas, pensadas especialmente para cada evento.
Eventos que ocorrem tradicionalmente ao longo do ano, juntamente à Feira da Liberdade.
Festival do Ano Novo Chinês (Entre final de Janeiro e início de Fevereiro): Evento com data variável, conforme o início do Calendário Lunar, organizada pela JCI Brasil-China, apresenta várias atrações artísticas, dança, música, artes marciais com destaque para a Dança do Dragão.
Hana Matsuri (Festival das Flores) (Abril): Festival realizado desde 1966, pela Federação das Seitas Budistas do Brasil e pela ACAL (Associação Cultural e Assistencial da Liberdade), durante a semana há o ritual do Buda banhado com chá e no final de semana é realizada a cerimônia do aniversário do Buda Xaquiamuni.
Tanabata Matsuri (Festival das Estrelas) (Julho): A Associação Miyagui Kenjinkai do Brasil e a ACAL, desde 1979, nos remetem ao festival realizado no Japão, há mais de 1150 anos. Conta a lenda que um casal apaixonado fora separado e tornaram-se estrelas, sendo consentido o encontro apenas uma vez ao ano, em Julho. As ruas do bairro da Liberdade são decoradas com ramos de bambu onde são pendurados pedidos às estrelas e enfeites coloridos, simbolizando estrelas. No final de semana dessa comemoração, há várias apresentações artísticas: taikô – tambor japonês e dança folclórica.
Toyo Matsuri (Festival Oriental)(Dezembro): Desde 1969, em dezembro, o bairro inteiro é decorado com faixas que remetem às várias províncias do Japão, com fotos de pontos turísticos, vestimentas, culinária ou produtos típicos. A feira de artesanato e culinária preparam-se para o final do ano, e para as comemorações e compras do público visitante. A atração cultural que se destaca é a apresentação da dança típica 'Bon Odori'. A decoração permanece durante todo o mês de Dezembro, culminando no festival Mochi Tsuki.
Mochi Tsuki (31 de Dezembro): Realizado no último dia do ano, mais que um festival, é um ritual que simboliza a união e a força das pessoas para iniciar o ano. A preparação do mochi (bolinho de arroz típico), inclui desde a trituração do arroz glutinoso, socado em um pilão, até a montagem dos bolinhos de arroz a partir dessa massa. O ritual conta com o auxílio de várias pessoas e o mochi é distribuído ao público. Realizado pela ACAL desde 1976, reúne um grande contingente de pessoas que procuram o bairro e a feirinha para as compras de final de ano.